# 廖寅
廖寅（1751年5月14日—1824年2月10日，乾隆十六年四月十九日－道光四年正月十一日），字亮工，號復堂，四川鄰水縣人。乾隆四十四年（1779年）己亥恩科舉人。歷署布政使、按察使，遷兩淮鹽運使。

## 小傳[5]
- 乾隆四十四年中舉人後，因家貧不能每次到京城參加會試，十二年中僅參加兩次會試，未中式。
- 乾隆六十年舉人大挑，署河南葉縣知縣，時教匪眾多，廖寅愛護縣民，有從匪之人，只捕其頭目。
- 以捕獲教首劉之協[6]，嘉慶六年辛酉十月補授江蘇江寧府，遺缺得鎮江府知府。疏浚丹陽九曲河，築牐，以時啟閉，民眾得便利。署理常鎭通兵備道
- 嘉慶八年癸亥十一月，奉旨升授江西吉南贛寧兵備道，督理贛州關部
- 嘉慶十一年丙寅，署理江西藩篆
- 歷署布政使、按察使。
- 嘉慶十六年，遷兩淮鹽運使。
- 因河北滑縣教匪起，往徐州協守禦，捕逆匪劉第五，誤繫同姓名者，坐失察降調[7][8][9][10]，以老病歸，卒於長壽。

## 延伸阅读
[在维基数据编辑]
 《清史稿·卷362》，出自趙爾巽《清史稿》